# Estação Machiya
A estação Machiya  (町屋駅, Machiya-eki) localiza-se em Arakawa, Tóquio, Japão, operada pela Keisei Electric Railway e o Metro de Tóquio.